# Glenda Gray
Glenda Elisabeth Gray, née le 14 décembre 1962 à Boksburg en Afrique du Sud, est une médecin pédiatre sud-africaine, spécialiste du virus de l'immunodéficience humaine (VIH). Elle est notamment lauréate de la plus haute distinction honorifique d'Afrique du Sud, l'ordre de Mapungubwe (argent).

## Biographie

### Jeunesse et formation
Glenda Gray naît à Boksburg, une ville minière proche de Johannesburg, en 1962. Son père est mineur et sa mère comptable, ils vivent dans une zone pauvre et conservatrice d'Afrique du Sud. La famille n'est pas conservatrice mais radicale, intégrée à la communauté noire. Elle est la cinquième enfant d'un fratrie de six, tous diplômés. Le père de Gray, qui a été à l'université, se montre ambitieux pour ses enfants et Glenda Gray souhaite devenir médecin dès l'âge de six ans. 
En 1980, elle entre à l'université du Witwatersrand où elle étudie pendant six ans avant d'y travailler. Elle dirige le comité d'information sur le VIH de l'école, où sont scolarisés ses trois enfants. Elle raconte qu'à une réunion de parents d'élèves, Nelson Mandela, dont le petit fils était scolarisé au même endroit, s'est présenté. Par la suite, elle est restée en contact avec Nelson Mandela. 
Active dans le mouvement anti-apartheid, elle participe aux campagnes visant à supprimer la ségrégation raciale dans les hôpitaux.

### Carrière
Membre de l'Académie des sciences d'Afrique du Sud, elle est également foreigh associate auprès de l'institut de médecine des États-Unis, dispose de la notation A de la National Research Foundation of South Africa et est membre de l'Académie américaine de microbiologie,. Son expertise de recherche comprend le développement de microbicides luttant contre les maladies sexuellement transmissibles et le développement de vaccin contre le VIH. Elle est la directrice exécutive de l'unité de recherche pédiatrique sur le VIH du Chris Hani Baragwanath Hospital. Elle a publié plus de 200 articles scientifiques et a reçu en 2012 un doctorat honoris causa de l'université Simon Fraser,. Elle est titulaire de la distinction honorifique la plus élevée d'Afrique du Sud, l'ordre de Mapungubwe (argent).

## Recherche et prévention contre la transmission du VIH
Le VIH apparaît en Afrique du Sud vers 1990. Glenda Gray s’investit dans des campagnes de prévention du VIH. Elle s'intéresse également aux moyens de prévenir la transmission du VIH de la mère à l’enfant. En 1993, elle crée une clinique qui propose des tests de dépistage et prodigue des conseils aux femmes enceintes. En 1996, la clinique devient une unité de recherche appelée Perinatal HIV Research Unit. Pour limiter les risques de transmission, elle propose que les femmes utilisent du lait artificiel. Cette prise de position a soulevé une polémique.
Le premier médicament, le Zidovudine qui prévient la transmission lors de l'accouchement, est inaccessible car trop cher pour les pays en voie de développement. Glenda Gray élabore un médicament plus efficace et moins cher. Cependant, le gouvernement refuse de distribuer ce médicament dans les hôpitaux, sous prétexte que le SIDA est dû à la pauvreté et non au VIH.
En 2001, elle intente un procès contre le gouvernement. Le procès et le soutien de Nelson Mandela mobilisent l'opinion publique. En 2003, la justice donne raison à Glenda Gray et autorise la diffusion du médicament, en Afrique du Sud.
Glenda Gray effectue des recherches sur un vaccin pour adultes. Elle dirige le plus important réseau de recherche sur un vaccin préventif contre le VIH.
En 2016, les premiers essais du vaccin sont menés.
En 2014, Glenda Gray fait partie des 100 personnes les plus influentes du Time 100.

## Prix et distinctions
- 2002, Nelson Mandela Health and Human Rights Award
- 2014, Ordre de Mapungubwe
- 2017, Nob'Elles de Médecine